# Coloburiscoides
Coloburiscoides is een geslacht van haften (Ephemeroptera) uit de familie Coloburiscidae.

## Soorten
Het geslacht Coloburiscoides omvat de volgende soorten:
- Coloburiscoides giganteus
- Coloburiscoides haleuticus
- Coloburiscoides munionga